# Средностаропланинска овца
Средностаропланинска овца е българска порода овце с предназначение добив на вълна мляко и месо.

## Разпространение
Породата е разпространена в стопанства в селища, намиращи се в средната част на Стара планина. Създадена е при народна селекция.
Към 2008 г. броят на представителите на породата е бил 13 612 индивида.
Рисков статус – няма риск.

## Описание
Овцете са от типа на каракачанската овца, но са по-едри и по-продуктивни от тях. Главата е средно дълга с права профилна линия и тясна заострена муцуна. Ушите са прави и средноголеми. Мъжките притежават добре развити рога, които са завити охлювообразно. Женските са безроги, макар някои от тях да притежават дребни слаборазвити рога. Опашката е тънка и дълга. Копитата са здрави.
Руното е отворено. В миналото са преобладавали овцете с тъмно руно, докато днес половината от тях са с бяла вълна. Вълната е груба.
Овцете са с тегло 37 – 45 kg, а кочовете 60 – 75 kg. Средният настриг на вълна е 2 – 3,5 kg при овцете и 3 – 4 kg при кочовете. Плодовитостта е в рамките на 107 – 114%. Средната млечност за доен период е 55 – 65 l.